# 桂南蒲桃
桂南蒲桃（学名：Syzygium imitans）是桃金娘科蒲桃属的植物，是中国的特有植物。分布于越南以及中国大陆的广西等地，多生长在低海拔山谷，目前尚未由人工引种栽培。